# Igor Kurganov
Igor Kurganov (în rusă Игорь Курганов; n. 5 mai 1988, Leningrad, RSFS Rusă, URSS) este un jucător profesionist de poker din Rusia.

## Carieră în poker
Primul campionat la care a participat Kurganov a fost PokerStars Caribbean Adventure în 2010, unde s-a clasat pe locul 119 încasând 20.000 de dolari. În aprilie 2012, a câștigat EPT High Roller la Monte Carlo, fiind remunerat cu 1.425.874 de dolari. A luat parte la trei dintre meciurile finale ale Aussie Millions din 2013, încasând peste 1.000.000 de dolari în total. La GuangDong Asia Millions s-a poziționat pe locul 6, încasând iarăși peste 1.000.000 de dolari, iar după câteva luni a jucat pentru prima dată într-un turneu de World Series of Poker, unde a câștigat 70.000 de dolari.
Porecla (numele de utilizator) lui Kurganov în jocurile online este lechuckpoker.
În aprilie 2016, s-a înscris în echipa London Royals în Global Poker League. În 2019, câștigurile din turneele de poker încasate de Kurganov depășeau suma de 17.000.000 de dolari americani.
În noiembrie 2019, Igor Kurganov a anunțat că părăsește Team Pokerstars.

### Brățări World Series of Poker
| An   | Eveniment                                         | Premiu bănesc |
| ---- | ------------------------------------------------- | ------------- |
| 2017 | 10.000 USD Tag Team No Limit Hold'em Championship | $ 273.964     |

## Caritate
Împreună cu Liv Boeree, a fondat proiectul de caritate Raising for Effective Giving, o organizație care promovează altruismul eficace printre jucătorii de poker și colectează fonduri pentru anumite organizații de caritate. Către ianuarie 2017, proiectul lor a strâns peste 6.000.000 de dolari în scopuri caritabile.
Kurganov și-a exprimat interesul de a sprijini organizațiile care lucrează la cercetarea riscurilor existențiale.

## Viață personală
Kurganov are o relație cu jucătoarea britanică de poker Liv Boeree începând cu 2014. El a locuit o perioadă la München și acum locuiește la Londra.